# Арнауд ван дер Бісен
Арнауд ван дер Бісен (нід. Arnoud van der Biesen, 28 грудня 1899 — 17 лютого 1968) — нідерландський яхтсмен.
Срібний призер Олімпійських Ігор 1920 року в класі Дінгі 12 футів.